# Lippia burtonii
Lippia burtonii là một loài thực vật có hoa trong họ Cỏ roi ngựa. Loài này được Baker mô tả khoa học đầu tiên năm 1900.